# Loriji
Loriji (lat. Loriinae) se smatraju potporodicom porodice Psittaculidae, ali neka novija istraživanja pokazuju da spada u jednu od brojnih potporodica. Maleni su do srednje veliki papagaji koje karakterizira njihov specijalizirani jezik s četkastim vrhom. Koriste ga za hranjenje nektarom i mekšim voćem. Vrlo su rasprostranjeni u regiji Australije, uključujući i jugoistočnu Aziju, Polineziju, Papua Novu Gvineju, i samu Australiju. Većina ih ima izrazito šareno perje. Crvena, plava i zelena boja dominiraju.

## Opis
Loriji imaju specijalizirane jezike s četkastim vrhom kojeg koriste da bi se hranili cvijećem oko 5000 biljnih vrsta i njihovim nektarom. Fine dlačice četkastog jezika sakupljaju i pelud.
Imaju šiljasta krila i rep pomoću kojih lako i vrlo spretno lete. Također imaju snažne noge i stopala. Često su hiperaktivni u zatočeništvu kao i u divljini. Loriji u zatočeništvu trebaju posebnu hranu, što ih ne čini idealnim za početnike. Ishrana ptice bi trebala zamijeniti nektar. Takva hrana je dostupna u trgovinama, ali je i sam vlasnik može napraviti. Postoje dva glavna tipa zamjenske hrane: vlažna i suha. Obje dolaze u obliku praška, a prva se treba pomiješati s vodom da bi se dobila kaša. Ako se pticu hrani suhom hranom, trebala bi imati mnogo pijaće vode. Ako ju se hrani vlažnom hranom, njena potreba za vodom je smanjena, jer ta hrana sadrži veliku količinu vode. Kakogod, ipak je potrebno da je voda dostupna.
Lorijima je također potrebno mnogo voća i povrća. Vole i med, koji se može koristiti kao nagrada tijekom treninga. Lorijima (ili bilo kojim drugim pticama) se nikada ne smije davati avokado, luk, čokolada, kofein ili alkohol. Ova hrana sadrži kemikalije smrtonosne za ptice.

## Vanjske poveznice
|  | Zajednički poslužitelj ima još gradiva o temi Loriinae |
|  | Wikivrste imaju podatke o taksonu Loriinae             |